# Cornelia Ivancan

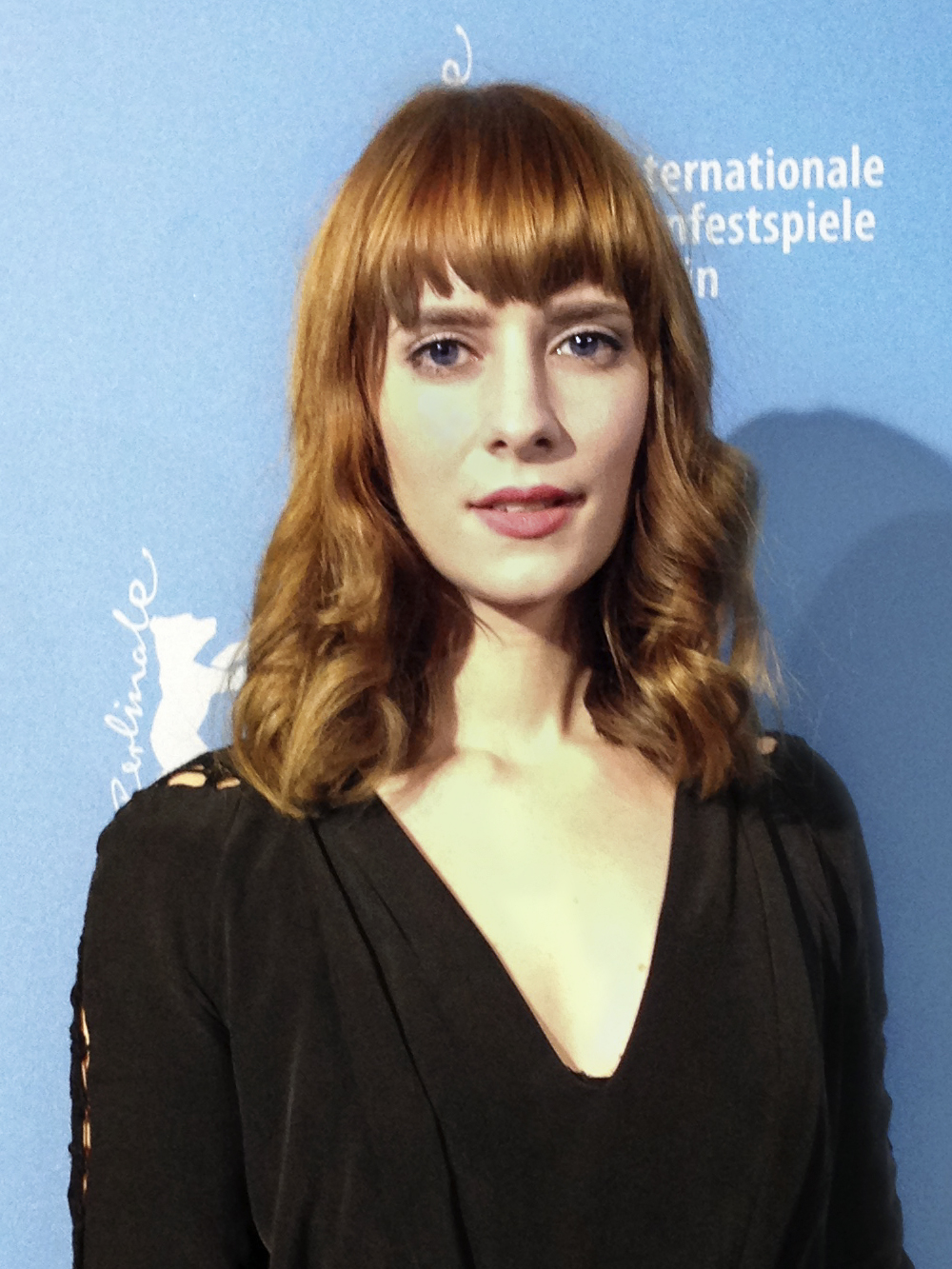
Cornelia Ivancan auf der Berlinale 2015

Cornelia Ivancan (* Oktober 1987 in Wien) ist eine österreichische Schauspielerin.

## Leben
Cornelia Ivancan absolvierte ihr Schauspielstudium von 2004 bis 2007 am Europäischen Theaterinstitut in Berlin.  Während der Studienzeit sammelte sie bereits erste Theatererfahrungen, unter anderem am Hebbel am Ufer Theater in Berlin.
Im Winter 2013 stand Cornelia Ivancan in einer Hauptrolle neben Tobias Moretti und Jeanette Hain unter der Regie von David Ruehm für den Film Der Vampir auf der Couch vor der Kamera. 2014 spielte sie in Die Frau in Gold unter der Regie von Simon Curtis an der Seite von Helen Mirren und Ryan Reynolds die Rolle der Anna. In Andreas Prochaskas für den Emmy Award nominierter Serie Spuren des Bösen trat sie im selben Jahr in der Folge „Liebe“ als Uta auf. Neben weiteren Film- und Fernsehengagements war sie von 2013 bis 2018 auch in der österreichischen Serie CopStories zu sehen.

## Politisches Engagement
Im Jahr 2013 initiierte Cornelia Ivancan die Kampagne Faces for Refugees. Angelehnt an die Posteraktion „Ich möchte hier bleiben“ (Wien) bekunden Gesichter von Künstlern, darunter Markus Kavka, Fahri Yardım, Dirk Stermann, Ursula Strauss, Manuel Rubey, Claudia Kottal, Kristina Bangert, Hilde Dalik, Alexander Pschill, Marjan Shaki mit dem Slogan „Ich möchte leben. Mit – Menschen – Recht“ Solidarität mit Flüchtlingen. Der Kurier schrieb dazu: „Eine Solidaritätsaktion, die an eine legendäre Plakat-Kampagne aus den 1970er-Jahren erinnert. Damals reagierte man mit dem Spruch: ‚I haaß Kolaric, du haaßt Kolaric, warum sogns’ zu dir Tschusch?‘ gegen Rassismus und Fremdenfeindlichkeit.“

## Filmografie (Auswahl)
- 2010: Marlene
- 2010: It´s my Party
- 2011: Inkomplette London
- 2011: Johnny & die Leichtigkeit
- 2013: Hiob (Kurzfilm)
- 2013: Inside Wikileaks – Die fünfte Gewalt (The Fifth Estate)
- 2013–2018: CopStories (Fernsehserie, 25 Folgen)
- 2014: Der Vampir auf der Couch
- 2015: Die Frau in Gold (Woman in Gold)
- 2015: Inspektor Jury – Mord im Nebel
- 2015: Rosamunde Pilcher – Liebe, Diebe, Diamanten (Fernsehfilm)
- 2015: SOKO Köln (Fernsehserie, Folge Blutiges Brautkleid)
- 2015: Spuren des Bösen: Liebe (Fernsehreihe)
- 2016: Inga Lindström – Liebe lebt weiter
- 2016: Familie Dr. Kleist (Fernsehserie, 2 Folgen)
- 2017: SOKO Stuttgart (Fernsehserie, Folge Tod in der Markthalle)
- 2017: Alles Klara (Fernsehserie, Folge Mord im Spukschloss)
- 2017: Bullyparade – Der Film
- 2017: Heldt (Fernsehserie, Folge Vom Umtausch ausgeschlossen)
- 2017: Unter anderen Umständen – Liebesrausch
- 2018: Wolfsland: Der steinerne Gast (Fernsehreihe)
- 2018: Die Muse des Mörders
- 2019: Mörderische Tage – Julia Durant ermittelt
- 2020: Der Staatsanwalt (Fernsehserie, Folge Gestorben wird immer)
- 2020: SOKO Kitzbühel (Fernsehserie, Folge Ein neues Leben)
- 2020: Professor T. (Fernsehserie)
- 2020: Die Chefin (Fernsehserie, Folge Gesundes Bayern)
- 2021: WaPo Bodensee (Fernsehserie, Folge Holde Isolde)
- 2022: Notruf Hafenkante (Fernsehserie, Folge Reine Seele)
- 2022: Das Quartett: Dunkle Helden (Fernsehreihe)
- 2023: Heimsuchung